# 구례 화엄사 서 오층석탑 사리장엄구
화엄사 서 오층석탑 사리장엄구(華嚴寺 西 五層石塔 舍利莊嚴具)는 전라남도 구례군, 화엄사에 있는 남북국 시대 신라의 사리장치이다. 1995년 구례 화엄사 서 오층석탑(보물 제133호)의 해체보수작업을 하던 중 탑 내부에서 발견되었다. 2002년 10월 19일 대한민국의 보물 제1348호로 지정되었다.

## 개요
1995년 전남 구례군 마산면 황전리에 소재하고 있는, 화엄사 경내 서 오층석탑(보물 제133호)의 해체보수작업을 하던 중 탑 내부에서 발견된 통일신라시대의 일괄 유물이다. 백지묵서다라니경, 청동불상범 외에 청동방울과 장식, 철제칼, 금속편, 수정 등 다양한 유물이 발견되었다.
이들 유물 중 백지묵서다라니경은 다라니경의 내용을 필사한 것으로, 고려시대 이전의 서적이나 기록이 거의 전해지지 않는 상황에서 통일신라기의 종이·글자체·문자 등 서지학적 혹은 불교에 대한 중요한 정보를 제공해 주는 귀중한 자료이다. 탑인은 한국 고대인쇄사에 있어서 초기단계를 알게 해주는 국내 유일의 실물자료이다. 청동불상범은 우리나라에서는 거의 유일한 불상주조용 틀로서 불상의 대량생산을 알려 주는 중요한 유물이다.
화엄사 서 오층석탑 발견유물은 통일신라시대 사회를 총체적으로 재조명할 수 있는 유물들로 서지학, 미술사 등 학술연구에 귀중한 자료로 평가된다

## 같이 보기
- 화엄사
- 구례 화엄사 서 오층석탑

## 참고 문헌
- 화엄사 서오층석탑 사리장엄구 - 국가유산청 국가유산포털